# (13138) 1994 VA
(13138) 1994 VA est un astéroïde de la ceinture principale d'astéroïdes de 7,072 km de diamètre découvert en 1994.

## Description
(13138) 1994 VA a été découvert le 1er novembre 1994 à l'observatoire astronomique d'Ōizumi, situé à Ōizumi, dans la préfecture de Gunma, au Japon, par Takao Kobayashi.

### Caractéristiques orbitales
L'orbite de cet astéroïde est caractérisée par un demi-grand axe de 2,54 UA, un périhélie de 1,91 UA, une excentricité de 0,25 et une inclinaison de 12,01° par rapport à l'écliptique. Du fait de ces caractéristiques, à savoir un demi-grand axe compris entre 2 et 3,2 UA et un périhélie supérieur à 1,666 UA, il est classé, selon la JPL Small-Body Database, comme objet de la ceinture principale d'astéroïdes.

### Caractéristiques physiques
(13138) 1994 VA a une magnitude absolue (H) de 13,6 et un albédo estimé à 0,156, ce qui permet de calculer un diamètre de 7,072 km. Ces résultats ont été obtenus grâce aux observations du Wide-Field Infrared Survey Explorer (WISE), un télescope spatial américain mis en orbite en 2009 et observant l'ensemble du ciel dans l'infrarouge, et publiés en 2014 dans un article présentant les résultats concernant 2 835 astéroïdes de la ceinture principale.